# Smok wawelski

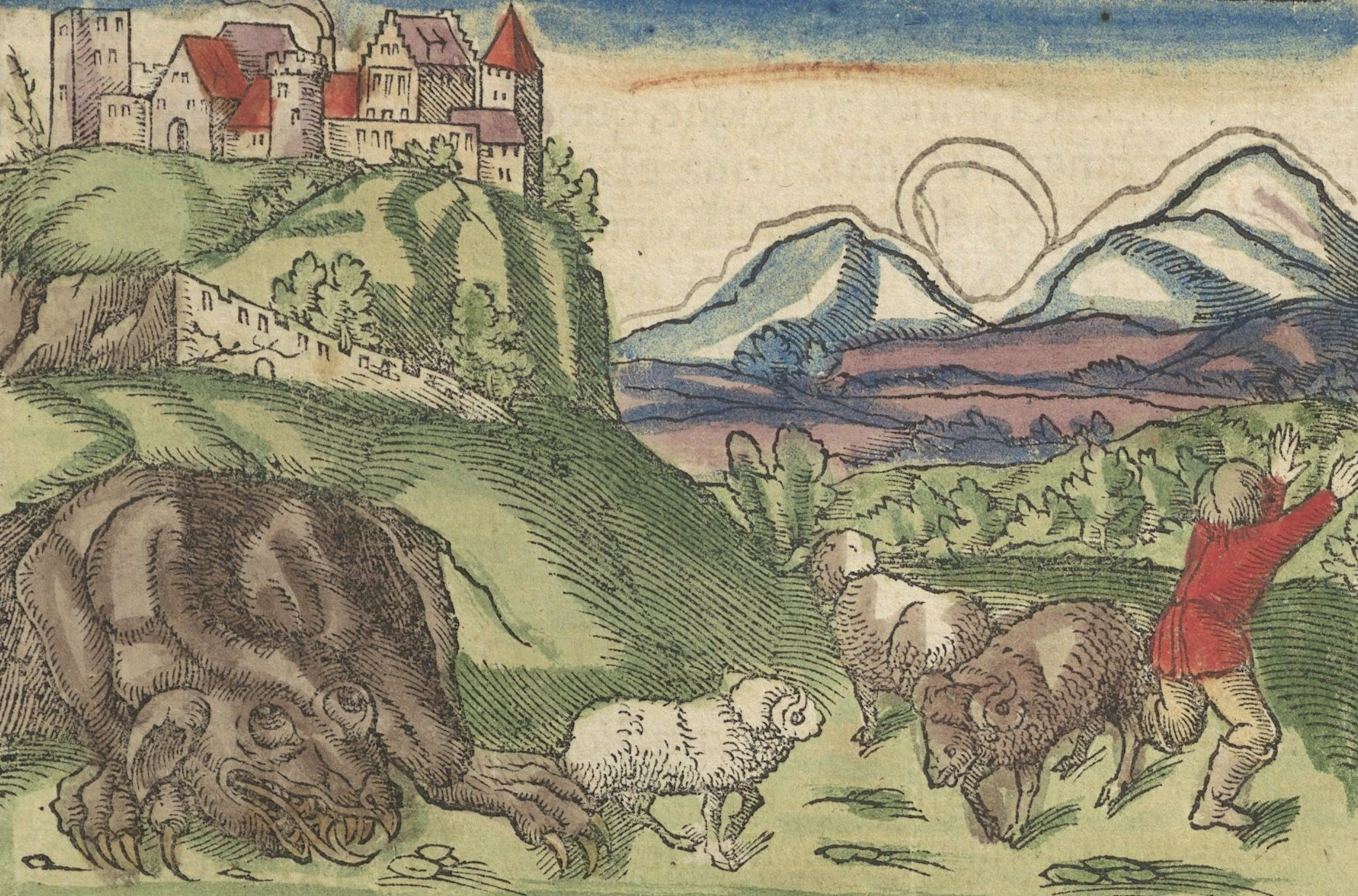
Smok wawelski. Ilustracja z 1550 roku do Cosmographiae universalis libri VI Sebastiana Münstera

Smok wawelski – legendarny smok, którego kryjówką miała być jaskinia zwana Smoczą Jamą u podnóża wzgórza wawelskiego w Krakowie.

## Legenda

### Wincenty Kadłubek

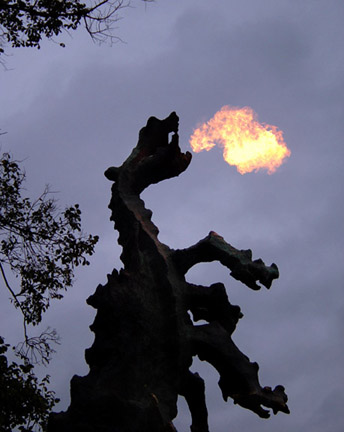
Rzeźba Smok Wawelski przy wyjściu ze Smoczej Jamy w Krakowie.

Najstarszy zapis legendy o smoku wawelskim pochodzi z Kroniki polskiej mistrza Wincentego z przełomu XII i XIII wieku, w której związana jest ona z twórcą pierwszego polskiego prawodawstwa Grakchem, utożsamianym z Krakiem.
Według tego zapisu Grakch rządził Polską sprawiedliwie a wdzięczni poddani zamierzali przekazać tron jego męskiemu potomstwu. Tak się jednak nie stało, gdyż jeden z jego synów zabił drugiego. Aby wyjaśnić, w jakich okolicznościach do tego doszło, kronikarz wprowadził postać smoka: był bowiem w załomach pewnej skały okrutnie srogi potwór, którego niektórzy zwać zwykli całożercą. Żarłoczności jego każdego tygodnia według wyliczenia dni należała się określona liczba bydła. Jeśliby go mieszkańcy nie dostarczyli, niby jakichś ofiar, to byliby przez potwora pokarani utratą tyluż głów ludzkich. Grakch, nie mogąc znieść tej klęski, jako że był względem ojczyzny tkliwszym synem niż ojcem względem synów, skrycie synów wezwawszy, przedstawił [im swój] zamiar, radę przedłożył.
Grakch polecił synom wykazać się odwagą i zabić smoka. Gdy więc doświadczyli po wielekroć otwartej męskiej walki i daremnej najczęściej próby sił, zmuszeni zostali wreszcie uciec się do podstępu. Bowiem zamiast bydląt podłożyli w zwykłym miejscu skóry bydlęce, wypchane zapaloną siarką. I skoro połknął je z wielką łapczywością całożerca, zadusił się od buchających wewnątrz płomieni.
Tymczasem walka ze smokiem została wykorzystana przez jednego z braci. Zrzucił on winę za śmierć brata na potwora i pozbył się konkurenta do tronu: i zaraz potem młodszy napadł i zgładził brata, wspólnika zwycięstwa i królestwa, nie jako towarzysza, lecz jako rywala. Za zwłokami jego z krokodylowymi postępuje łzami. Łże, jakoby zabił go potwór, ojciec jednak radośnie przyjmuje go jako zwycięzcę. Często bowiem żałoba przezwyciężona zostaje radością ze zwycięstwa. Zbrodnię wykryto dopiero po pewnym czasie, a jej sprawca został skazany na wieczne wygnanie. Stąd po Grakchu na tron nie wstąpił żaden z jego synów, lecz córka Wanda.
U Kadłubka siedziba smoka została tylko ogólnie zlokalizowana, a nazwa Wawel nie pada. Pogromcami smoka byli synowie Grakcha-Kraka, a nie on sam – ich pomysłem był podstęp z wypchaniem skór bydlęcych siarką. Zabicie smoka nie wiązało się z założeniem Krakowa. Według Kadłubka miasto założono „na skale smoka” (in scopulo olophagi) i od imienia zmarłego wcześniej Grakcha nazwano „Krakowem” (a nomine Gracci dicta Craccouia).

### Kronikarze z XIII i XIV wieku
Opowiadanie Kadłubka podjęli kronikarze z przełomu XIII i XIV wieku – na Śląsku autor tzw. Kroniki polsko-śląskiej oraz tworzący w Krakowie bezimienny franciszkanin, zwany zazwyczaj autorem Kroniki Mierzwy. Ten ostatni zauważył podobieństwo tekstu mistrza Wincentego do deuterokanonicznych dodatków do Księgi Daniela i opatrzył go uwagą: tak jak Daniel, który zabił smoka babilońskiego. W Wulgacie bowiem, którą znał autor Kroniki Mierzwy, wąż z 14 rozdziału Księgi Daniela nazwany został smokiem: wziął tedy Daniel smoły, łoju i sierści, ugotował to razem, zrobił ciasto i dał w paszczę smoka. Smok zjadłszy rozpękł się. Tedy rzekł: Zobaczcie przedmiot waszej czci.
Jako pierwszy zabicie smoka przypisał Krakowi, piszący u schyłku XIV wieku na Śląsku autor Kroniki książąt polskich. Według jego wersji bratobójstwo między synami Kraka wydarzyło się już po zabiciu smoka. Natomiast spisana w końcu XIII lub pierwszej połowie XIV wieku w Poznaniu Kronika wielkopolska, mimo że zawiera najstarszy zapis nazwy Wawel, pomija zupełnie opowiadanie o smoku, wspominając jedynie o bratobójstwie wśród synów Kraka.

### Jan Długosz
Związany z Krakowem Jan Długosz, w spisanych w drugiej połowie XV wieku Rocznikach polskich, nadał opowiadaniu o smoku dużą rangę. W pierwszej części długiego tekstu oparł się na Kadłubku, ale z pewnymi zmianami. Według Długosza Kraków został założony jeszcze przez samego Graka (tak po łacinie nazywał Kraka, którego uważał za potomka Tyberiusza Grakcha). Kilka lat później miasto zostało zaatakowane przez smoka. Długosz jako pierwszy zlokalizował kryjówkę smoka w jaskini wzgórza wawelskiego: wśród takich jednak pomyślnych i sprzyjających wróżb dręczyło Kraków wielkie nieszczęście. Pod wzgórzem wawelskim, na którym Krak wzniósł zamek, w pieczarze zamieszkał potwór olbrzymiej wielkości, mający wygląd smoka lub gada, a dla zaspokojenia swej żarłoczności porywał bydło i trzodę, które mu rzucane, a nie przepuszczał nawet ludziom. Gdy zaś długim zmorzony głodem nie znajdował przygodnej lub podrzuconej sobie ofiary, wtedy z dziką wściekłością wypadał ze swej kryjówki w dzień biały i rycząc przeraźliwie rzucał się na najroślejsze bydlęta, konie czy woły zaprzężone do wozu lub pługa, mordował je i zabijał, a srożąc się także i wobec ludzi, jeśli nie uszli w bezpieczne [miejsce], brzuch swój napelnial ich poszarpanym ciałem. Ta żarłoczność do tego stopnia zatrwożyła mieszkańców Krakowa, że z powodu tak niebezpiecznego niszczyciela raczej myśleli o opuszczeniu miasta, niż o dalszym tu zamieszkaniu.
W dalszej części opowiadania Długosz oparł się na wersji zapisanej w Kronice książąt polskich. Smok został więc zabity przez samego Kraka, któremu wdzięczni mieszkańcy nadali tytuł „oswobodziciela ojczyzny”: lecz, gdy to stało się bardziej uciążliwe dla księcia niż dla mieszkańców, który obawiając się, by po jego śmierci całkiem nie opustoszało miasto, rozkazał ścierwa rzucane smokowi wypełniać siarką, próchnem, woskiem, żywicą i smołą, zażec ogniem i tak rzucić bestii, która ze zwykłą jej żarłocznością pochłonąwszy je, od żaru i płomieni trawiących jej wnętrze od razu padła i zginęła. Po zabiciu potwora i okropnego zwierza, który u pewnych pisarzy występuje pod mianem smoka, miasto Kraków, wybawione wbrew nadziei od ogromnego niebezpieczeństwa, zaczęło coraz bardziej rozwijać się i łatwo osiągnęło pierwszeństwo. Sam zaś książę Krak, który swą sztuką zgładził olbrzymiego potwora, nazwany ojcem i oswobodzicielem ojczyzny.
Długosz oraz Maciej z Miechowa byli pierwszymi autorami, którzy krakowskiego potwora nazwali smokiem. Wcześniej, między innymi w tekstach Kadłubka jest on nazywany całożercą (holophagus).

### Kronikarze z XVI wieku
Wersję Długosza powtórzyli Maciej Miechowita w Kronice polskiej z roku 1521 oraz Bernard Wapowski w swojej zaginionej Kronice (jak wynika z zachowanych fragmentów tego dzieła). Najstarszy tekst w języku polskim o smoku wawelskim znalazł się na kartach Kroniki świata Marcina Bielskiego z 1551 roku. Najprawdopodobniej była to krótka parafraza wersji Wapowskiego. Bielski wprowadził najpopularniejszy wariant śmierci smoka, który miał pęknąć z przepicia wodą wiślaną: Grakus książę rozkazał w wywnątrzonym cielcu siarki, smoły a saletry z ogniem przyprawionym zadać zaprawiwszy, a przeciw jamie jego położyć. Który gdy uźrzał, mnimając, by cielę, pożarł. A gdy w nim tlało, pił wodę, aż się rozpukł. U Bielskiego (być może za Wapowskim) po raz pierwszy padła też data śmierci smoka – rok 700 po Chrystusie.
W połowie XVI wieku krakowska legenda była znana w Europie. W ogromnym dziele Cosmographia („Opis świata”), w rozdziale De Polonia, Sebastian Münster przytoczył opowiadanie o smoku wawelskim, prawdopodobnie za Miechowitą. W wydaniu dzieła Münstera z 1550 roku (Bazylea) zamieszczono najstarsze przedstawienie plastyczne smoka na tle wiernie oddanego krajobrazu Krakowa.
W 1555 roku Marcin Kromer, w dziele O pochodzeniu i czynach Polaków, pierwszy podważył wiarygodność legendy. Jako pierwszy podał też nazwę kryjówki smoka: w każdym razie głęboka jaskinia wydrążona w skałach istnieje do dziś dnia: zwą ją Smoczą Jamą (specum draconis vocant).
W roku 1597 Joachim Bielski, syn Marcina, wydając w Krakowie własne opracowanie ojcowskiego dzieła, wprowadził postać szewca Skuba (nie Skuby) jako tego, który miał być twórcą pomysłu zgładzenia smoka: piszą nasi starzy kronikarze, iż pod tą górą Wawel był smok wielki, który troje dobytku razem zjadał, także i ludzi kradł i jadł, przeto musieli mu dawać obrok każdy dzień troje cieląt abo baranów. Kazał tedy Krak nadziać skórę cielca siarką, a przeciw jamie położyć rano; co uczynił za radą Skuba, szewca niejakiego, którego po tym dobrze udarował i opatrzył. On wyszedłszy z jamy, mnimał, by ciele, pożarł razem; gdy to w nim tlało, tak długo pił wodę, aż zdechł. Jest jeszcze jego jama pod zamkiem: zowią Smocza Jama.

## Geneza legendy

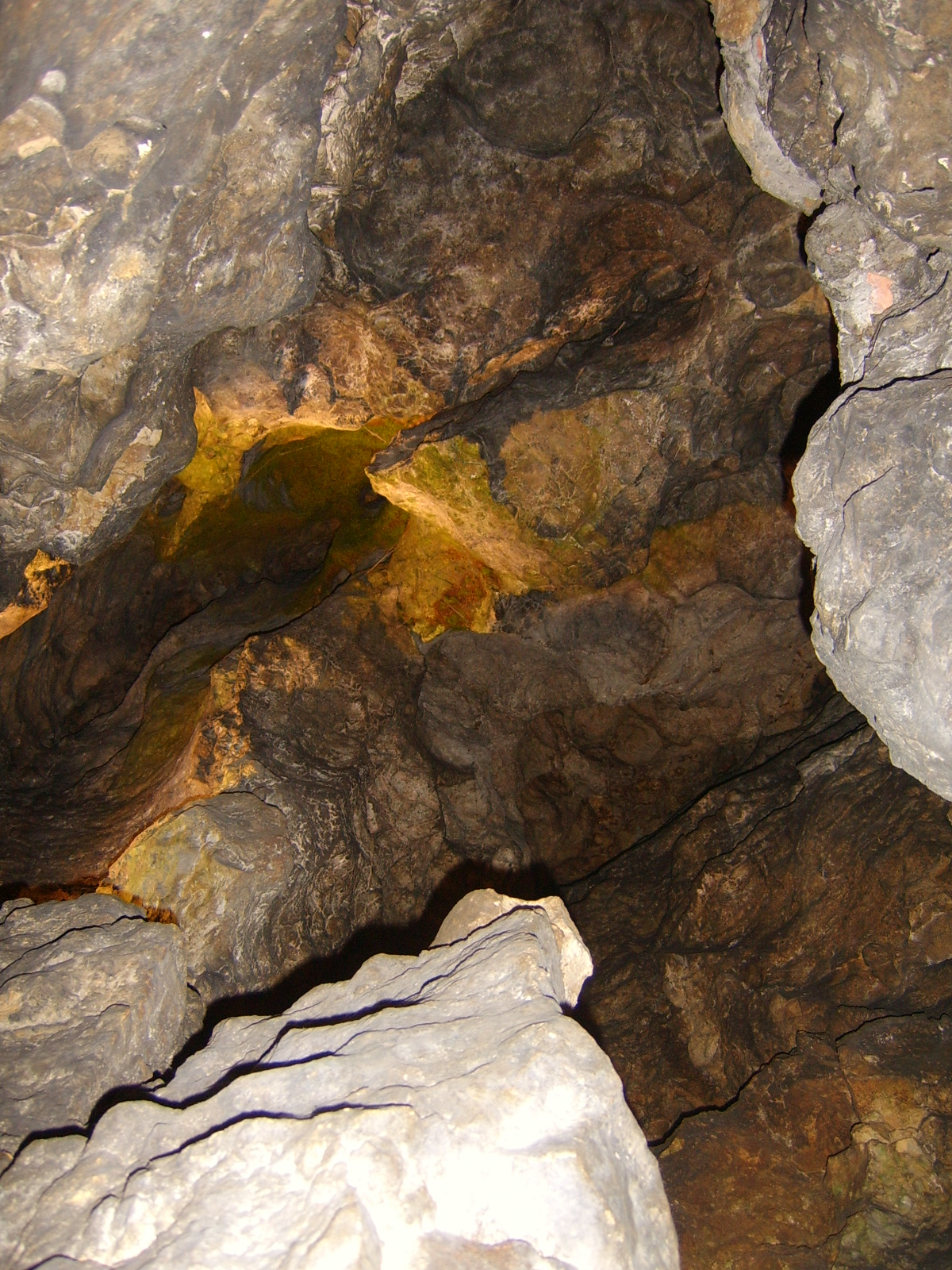
Jaskinia Smocza Jama w Krakowie.

W XII wieku smok stał się jednym z ulubionych motywów sztuki i literatury. Wiązało się to z wyprawami krzyżowymi. Powracający z Bliskiego Wschodu rycerze przywozili różne curiosa, wśród nich bardzo w owym czasie poszukiwane skóry krokodyli. W Kronice Kadłubka znalazła się najstarsza w polskiej literaturze wzmianka o krokodylich łzach, podobna do informacji we francuskim bestiariuszu z 1210 roku, zgodnie z którą krokodyl płakał po zjedzeniu człowieka. Smoki występowały w XII i XIII wieku na znakach bojowych rycerstwa, a skóry krokodyli, przywożone jako trofea ze Wschodu, uważano niekiedy za skóry smoków pokonanych przez krzyżowców.
Wśród badaczy występują dwa stanowiska w sprawie wyjaśnienia genezy legendy o smoku wawelskim. Część z nich uważa, że zapisana przez Wincentego Kadłubka legenda oparta została na żywej w końcu XII wieku ustnej tradycji krakowskiej. Inni natomiast są zdania, że twórcą legendy był sam mistrz Wincenty, a fragment w jego kronice był uczonym zastosowaniem do dziejów Polski popularnych w literaturze średniowiecznej opowieści o smokach.

### Hipoteza legendy ludowej
Zwolennikiem ludowej genezy legendy był Aleksander Brückner, który sądził, że krążyło najpospolitsze podanie o smoku, co ludzi i bydło pożerał, aż go szewczyk Skuba sztuką szewską zgładził. To podanie znane w formie pierwotnej jeszcze Bielskiemu z XVI w., Wincenty oszlachcił.
Tezę Brücknera podtrzymywali Karol Potkański i Brygida Kürbis. Karol Potkański był zdania, że podanie o Kraku i związana z nim opowieść o smoku, były bardzo starymi legendami związanymi z Krakowem. Brygida Kürbis uważała, że Kadłubek skojarzył lokalną tradycję z którymś ze znanych mu wątków literackich. Za taką tezą przemawia, jej zdaniem, brak w zapisanej legendzie najmniejszego nalotu chrześcijańskiego – potwór został pokonany w walce nie siłą nadprzyrodzoną, ale sprytem i podstępem – oraz niewątpliwy związek z jaskinią u stóp Wawelu, w której zapewne odkrywano kości (być może ludzkie) – pozostałości po prastarych warstwach osadniczych. Niektórzy zwolennicy ludowej genezy legendy dopatrywali się w niej także echa wydarzeń historycznych – smok był, według tej koncepcji, symbolem obecności Awarów na wzgórzu wawelskim w drugiej połowie VI wieku, a pożerane przez bestię ofiary symbolizowały ściągane przez najeźdźców daniny. Pojawiła się też hipoteza, że legenda to wspomnienie walk z rozbójnikami.

### Hipoteza legendy uczonej

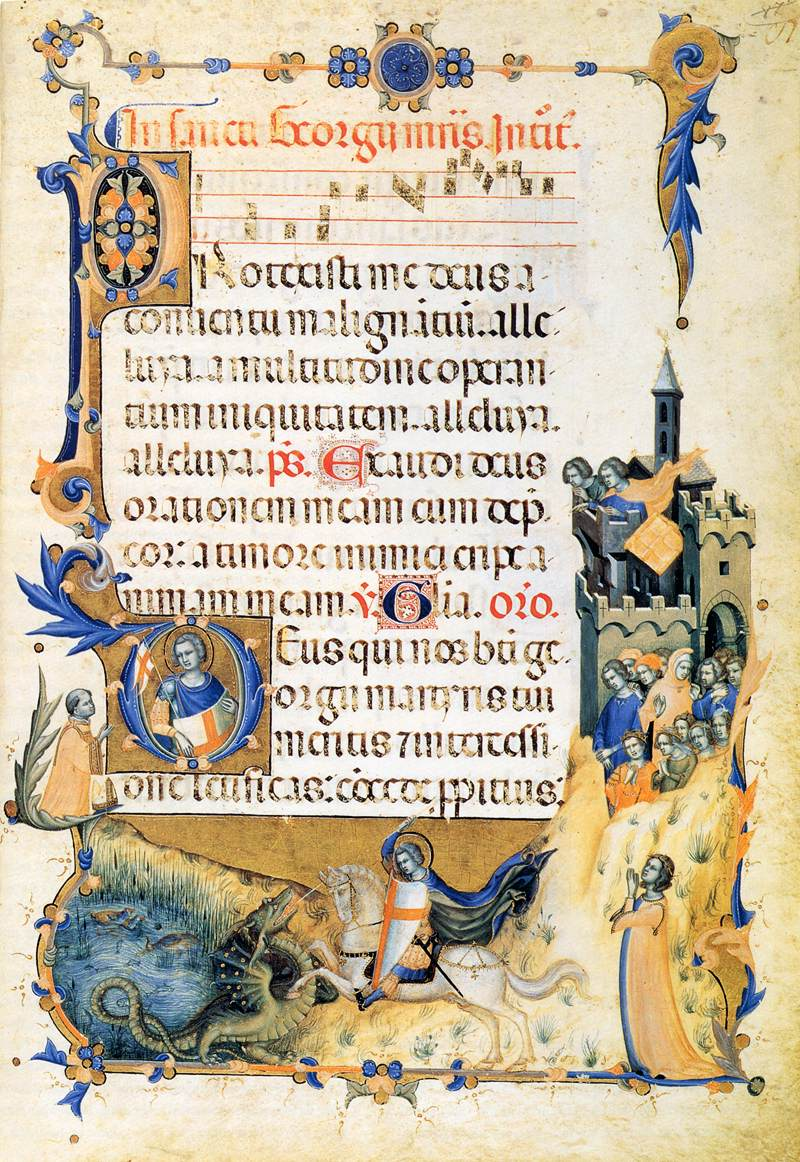
Rycerz walczący ze smokiem. Miniatura w tzw. Kodeksie św. Jerzego, wykonana w latach 1325–1330. Tempera i złoto na pergaminie. Biblioteka Watykańska, sygnatura WGA14523, folio 85 recto.

Twórcą tezy o tzw. legendzie uczonej zapisanej w Kronice Kadłubka był Oswald Balzer. Analizując środowisko krakowskie z okresu sprzed powstania uniwersytetu, doszedł on do wniosku, że w kręgu miejscowych intelektualistów wypracowano kształt uczonej, historycznej koncepcji początków narodu, dynastii i miasta. Koncepcja ta została ostatecznie sformułowana przez mistrza Wincentego. Z bardzo ostrą krytyką historyków, którzy bronili poglądu o ludowej genezie podania o smoku wystąpił niemiecki uczony Alfred von Gutschmid w pracy Kritik der polnischen Urgeschichte des Vincentius Kadlubek. Stanisław Zakrzewski dowodził, że legenda była trawestacją opowieści o świętym Jerzym, powstałą na krakowskim dworze Piastów. Jego tezę poparła, analizując ją z punktu widzenia etnologii i rozszerzając o nowe wątki literackie Cezaria Baudouin de Courtenay Ehrenkreutz Jędrzejewiczowa.
Twierdzenia powyższych uczonych rozwijał Marian Plezia, który uważał, że zwolennicy ludowej genezy legendy o smoku ignorują jednoznaczną wymowę przekazów historycznych, interpretując je dowolnie, bez merytorycznych podstaw. Jakim sposobem pierwotne podanie miałoby się ostać niezmienione do schyłku XVI stulecia obok i w kontakcie ze zmieniającym się jego kształtem literackim, tego wyjaśnić niepodobna. Szewc Skub jako sprawca zgładzenia smoka pojawił się dopiero w XVI w. u Bielskiego młodszego, aby od tego czasu zająć stałe, a nawet poczesne miejsce w legendzie. Nie było też potrzeby „nobilitowania”, owej rzekomo „szewskiej sztuki”, skoro w identyczny sposób poradził sobie ze smokiem sam wzór i zwierciadło średniowiecznego rycerstwa król Aleksander Wielki – twierdził Plezia.
Plezia odrzucał jednak próbę powiązania krakowskiej legendy z Biblią lub opowieściami o świętym Jerzym. Według niego legenda o smoku wawelskim była w tej postaci, w jakiej jest współcześnie znana z zabytków literackich, skrzyżowaniem prastarego wątku, występującego w literaturze antycznej i średniowiecznej, o zabiciu smoka przez założyciela miasta z zaczerpniętym przez mistrza Wincentego z Romansu o Aleksandrze Wielkim motywem zgładzenia potwora przez podsunięcie mu palącego pokarmu. Marek Parchem zwraca jednak uwagę, że na biblijne podłoże legendy o smoku wawelskim u Kadłubka może wskazywać specyficzna terminologia użyta w odniesieniu do zwierząt podrzucanych potworowi na pożarcie . Parchem zauważa też, że w badaniach nad genezą legendy o smoku wawelskim zbytni nacisk kładzie się na znalezienie jednego jej źródła, pomijając możliwość, że Kadłubek mógł połączyć miejscowe podania, legendy dotyczące Aleksandra i św. Jerzego i tradycję biblijną.

## W kulturze

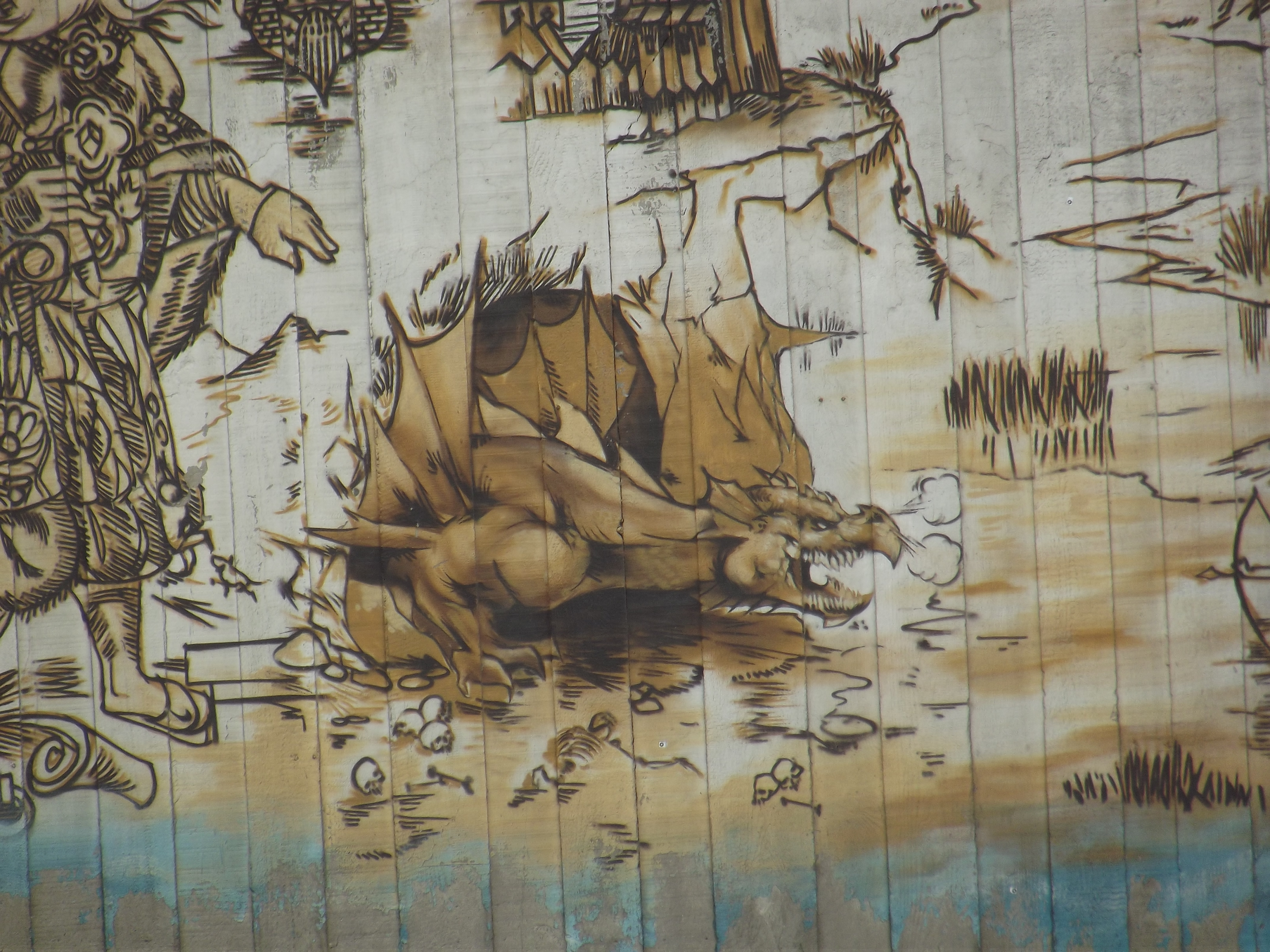
Smok wawelski na muralu w Krakowie.

Legendę o smoku wawelskim spopularyzowały podręczniki szkolne oraz zbiory legend i baśni polskich wydawane od XIX wieku. Niemałą rolę odegrała literatura piękna – w XIX wieku powieści Józefa Kraszewskiego, w wieku XX Stanisława Pagaczewskiego. Postać smoka inspirowała także malarzy i rzeźbiarzy, m.in. Mariana Walentynowicza, Witolda Pruszkowskiego, Konstantego Górskiego, Franciszka Kalfasa i Bronisława Chromego, autora rzeźby spod krakowskiej jaskini. Rzeźba Chromego umieszczona została w 1972 roku przed „materialnym zabytkiem”, Smoczą Jamą, odwiedzaną przez tysiące wycieczek i turystów. Powstał również turystyczny smoczy szlak. Jedna z ulic dobiegających do Wawelu nazywa się Smoczą.

### Film
Smok wawelski pojawił się:
- w serii filmów animowanych „Porwanie Baltazara Gąbki” oraz „Wyprawa profesora Gąbki”, inspirowanych powieściami Stanisława Pagaczewskiego,
- w filmie z 2015 roku „Smok”, z cyklu „Legendy polskie”, autorstwa Tomasza Bagińskiego[23][24].

### Malarstwo

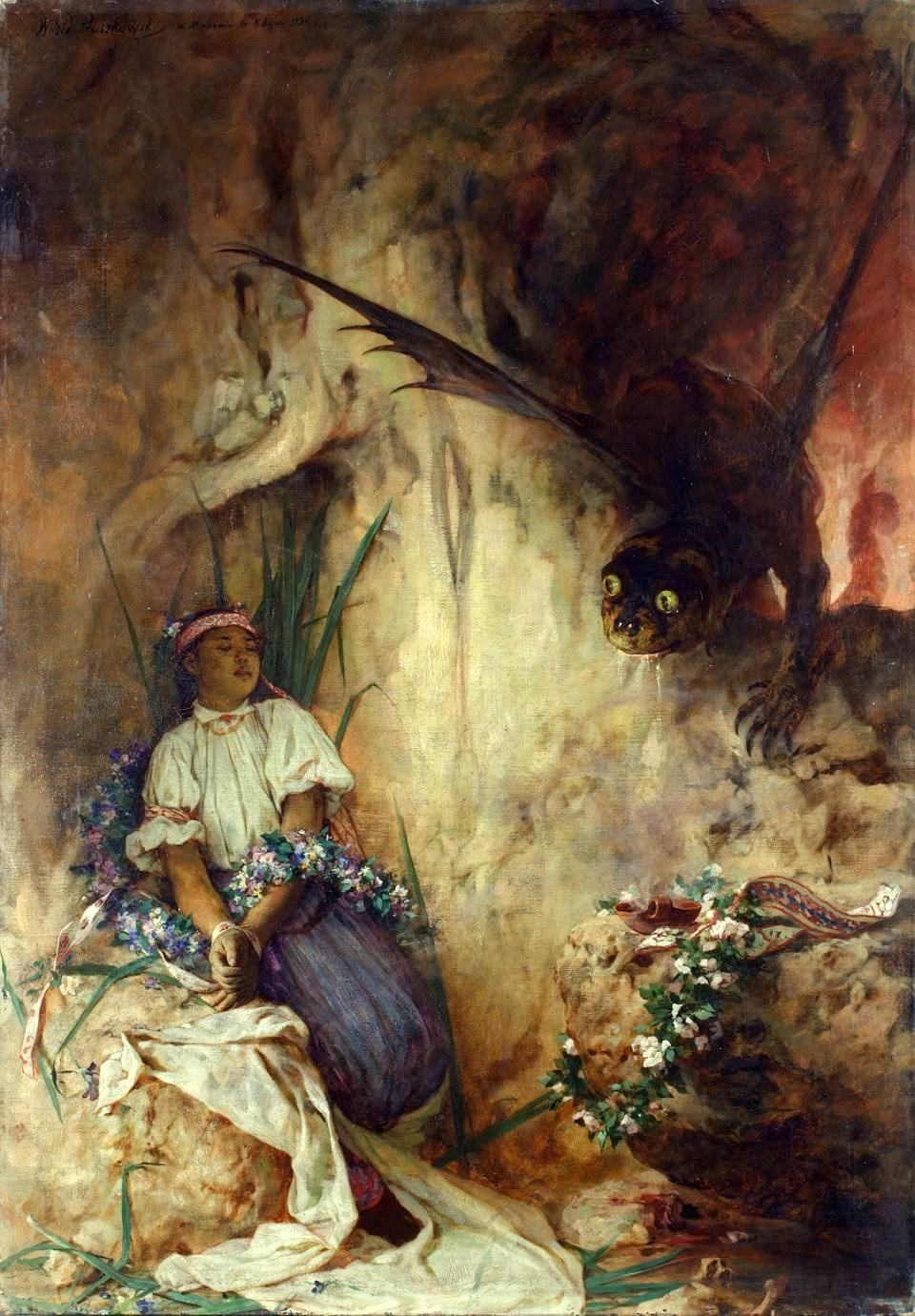
Smok wawelski Witolda Pruszkowskiego (1884), w zbiorach Muzeum Narodowego we Wrocławiu

Smok wawelski był tematem dzieł malarskich:
- obrazu Witolda Pruszkowskiego Smok wawelski z 1884 roku[25].

### Komiks
Smok wawelski stał się również inspiracją dla autorów komiksów. Pojawił się m.in. w:
- komiksie Kornela Makuszyńskiego i Mariana Walentynowicza O wawelskim smoku, wydanym w 1937 r. jako pierwsza z dwóch Legend krakowskich (druga opowiadała o królewnie Wandzie),
- wydanym w 1974 roku komiksie „O smoku wawelskim i królewnie Wandzie”, zawartym w zbiorze historii komiksowych zatytułowanym Legendy polskie, z rysunkami Grzegorza Rosińskiego oraz tekstem Barbary Seidler[26],
- opowiadaniu komiksowym The Beast of Krakow („Krakowska Bestia”), zawartym w ósmym numerze komiksu Nextwave wydawnictwa Marvel Comics (scenariusz Warrena Ellisa, rysunki Stuarta Immonena)[27],
- komiksie Hellboy animated: Czarne zaślubiny i inne opowieści w historii „Sądny dzwonek”[28].

### Upamiętnienie
Nazwy inspirowane smokiem wawelskim nadano:
- gatunkowi wymarłego archozaura z Lisowic – Smok wawelski,
- pociągowi TLK relacji Warszawa-Kraków-Warszawa – kursuje pod nazwą „Smok Wawelski”[29],
- nagrodzie przyznawanej przez organizatorów Krakowskiego Festiwalu Filmowego – Smok Smoków.